# Ventana

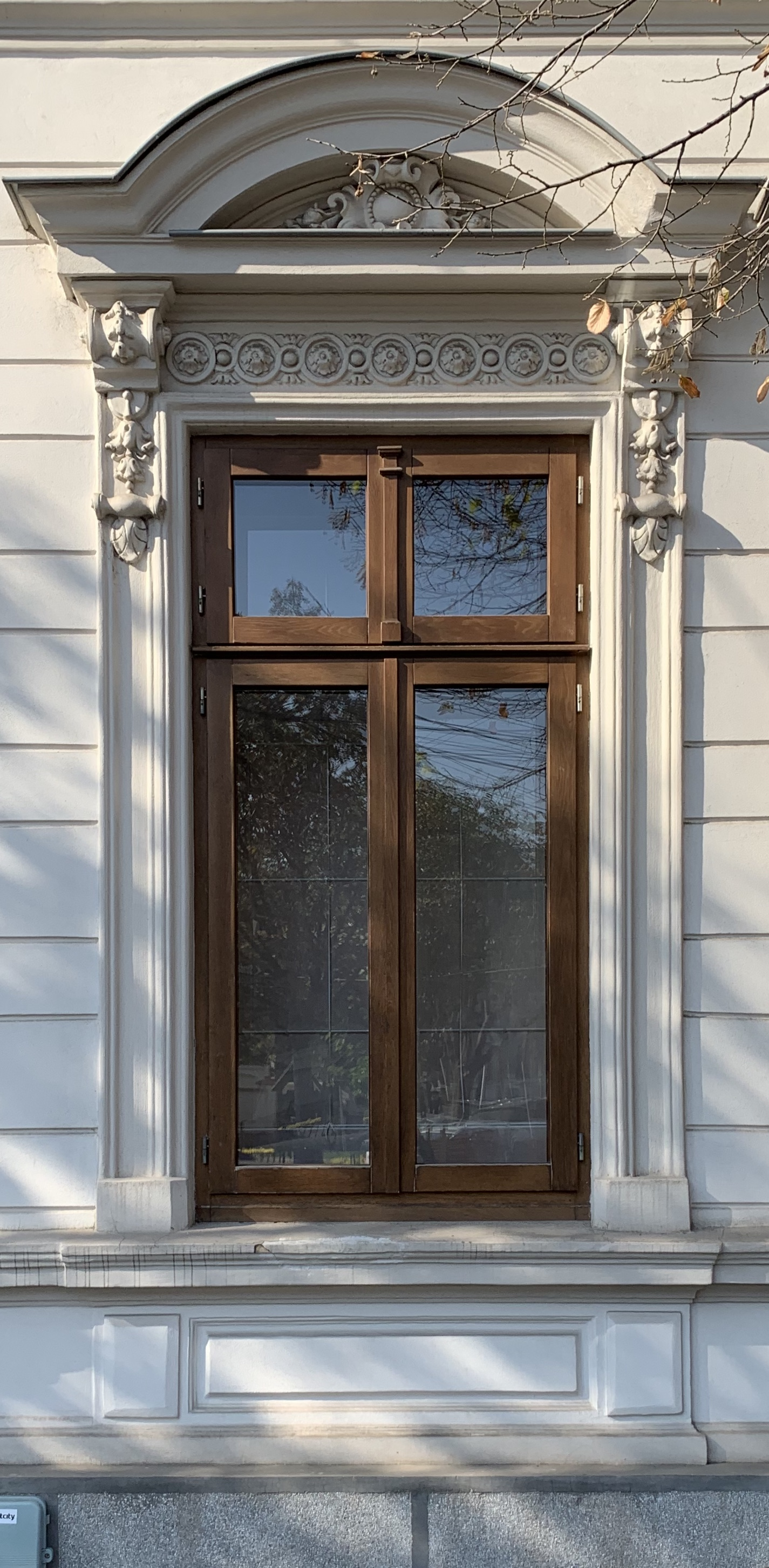
plástico hilo (Rumania)

Una ventana es un elemento arquitectónico que se ubica en un vano o hueco. También se denomina ventana a algún conjunto de dispositivos que se utilizan para cerrar ese vano.
El término proviene del latín ventus (viento), haciendo referencia a la capacidad de ventilación que proporciona. Antiguamente la ventana también se denominaba fenestra o también denominada "finistra", de forma idéntica a como se llama en latín y en griego. Este sería el modo directo de derivación etimológica. No obstante, aunque ahora este nombre está en desuso, sí se conservan palabras relacionadas con él, como defenestrar que significa arrojar a alguien por una ventana.
Los romanos fueron los primeros en usar vidrio para las ventanas, una tecnología que probablemente se produjo por primera vez en el Egipto romano, en Alejandría alrededor de 100 d. C. Las ventanas de papel eran económicas y se usaban ampliamente en la antigua China, Corea y Japón. En Inglaterra, el vidrio se volvió común en las ventanas de las casas comunes solo a principios del siglo XVII, mientras que las ventanas compuestas de paneles de cuerno de animal aplanado se usaron ya en el siglo XIV. En el oeste americano del siglo XIX, las tribus itinerantes comenzaron a utilizar ventanas de papel engrasado. Las ventanas de piso a techo de estilo moderno solo fueron posibles después de que los procesos industriales de fabricación de vidrio en placa se perfeccionaron por completo.

## Historia

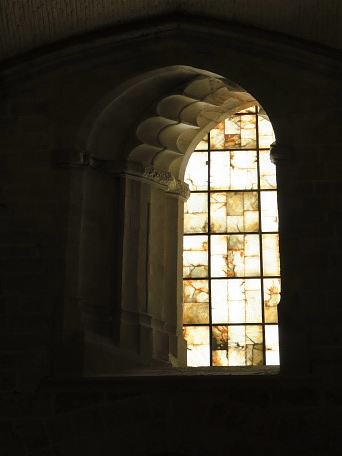
Ventana de alabastro de la Catedral de Valencia. Nótese el lado izquierdo asimétrico e inclinado del marco de la pared, que deja que los rayos del sol lleguen al presbiterio.

En el siglo XIII a. C., las primeras ventanas eran aberturas sin vidriar en un techo para dejar entrar la luz durante el día. Más tarde, las ventanas estaban cubiertas con pieles de animales, telas o madera. Las persianas que se podían abrir y cerrar vendrían después. Con el tiempo, se construyeron ventanas que protegían a los habitantes de los elementos y transmitían la luz, utilizando múltiples piezas pequeñas de material translúcido, como piezas aplanadas de cuerno de animal translúcido, finas láminas de mármol, por ejemplo, fengita, o piezas de vidrio, engarzadas en armazones de madera, hierro o plomo. En el Lejano Oriente, el papel se usaba para llenar las ventanas.
Los romanos fueron los primeros en usar vidrio para las ventanas, una tecnología que probablemente se produjo por primera vez en el Egipto romano. Posiblemente, en Alejandría comenzaron a aparecer ventanas de vidrio fundido en el año 100 d. C., aunque con propiedades ópticas deficientes, pero se trataba de producciones pequeñas y gruesas, poco más que frascos de vidrio soplado (formas cilíndricas) aplanados en láminas con patrones de estrías circulares en todas partes. Pasaría más de un milenio antes de que el vidrio de una ventana se volviera lo suficientemente transparente como para ver claramente, como lo pensamos ahora.
A lo largo de los siglos, se desarrollaron técnicas para cortar a través de un lado de un cilindro de vidrio soplado y producir cristales de ventana rectangulares más delgados a partir de la misma cantidad de material de vidrio. Esto dio lugar a ventanas altas y estrechas, generalmente separadas por un soporte vertical llamado parteluz. Las ventanas de vidrio con parteluces eran las ventanas preferidas entre los europeos adinerados, mientras que las ventanas de papel eran económicas y se usaban ampliamente en la antigua China, Corea y Japón. En Inglaterra, el vidrio se volvió común en las ventanas de las casas comunes solo a principios del siglo XVII, mientras que las ventanas hechas de paneles de cuerno de animal aplanado se usaron ya en el siglo XIV.
Las ventanas de piso a techo de estilo moderno se hicieron posibles solo después de que se perfeccionaron los procesos industriales de fabricación de vidrio en placa. Las ventanas modernas suelen estar llenas de vidrio, aunque algunas son de plástico transparente.

## Elementos que la componen

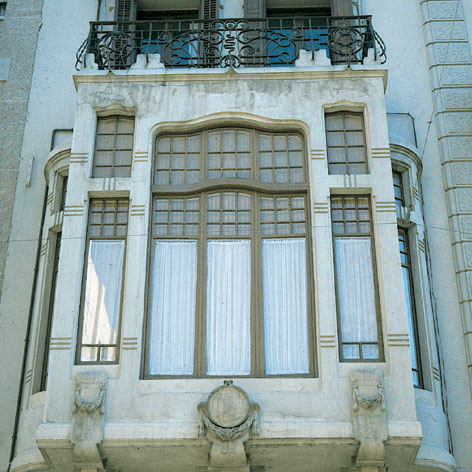
Ventana de la Casa Xammar, en Lérida.

### Hueco (vano)
| Parte                     | Posición            | Descripción                           |
| ------------------------- | ------------------- | ------------------------------------- |
| dintel (cargadero) o arco | Horizontal superior | Enmarca el hueco (vano) por arriba    |
| Jambas                    | Vertical            | Enmarcan el hueco (vano) lateralmente |
| Alféizar                  | Horizontal inferior | Enmarca el hueco (vano) por abajo     |

Tanto el dintel o el arco, tienen por misión soportar las cargas que produce la parte de muro o pared que gravita sobre el hueco (vano) para transmitirlas a las jambas.[cita requerida]
El alféizar es soportado por el antepecho. Entre el alféizar y la ventana hay un vierteaguas para evacuar el agua lloviznada.

### Ventana
| Parte            | Posición   | Descripción |
| ---------------- | ---------- | --- |
| MARCO (BASTIDOR) | Fija       | Es el mecanismo de cierre sujeto a las caras interiores del hueco (vano), al que a su vez se fijan mediante herrajes adecuados las hojas, generalmente acristaladas con vidrio.[cita requerida] |
| HOJA             | Móvil      | Parte abatible o deslizable |
| cabios           | Horizontal | Enmarcan la zona acristalada (vidrio). Una superior y otra inferior |
| largueros        | Vertical   | Enmarcan la zona acristalada (vidrio) lateralmente |
| junquillo        |            | Rodea la zona acristalada (vidrio) bordeando cabíos y largueros |
| peinazo          | Horizontal | Está sobre los cruceros y tablerillos |
| cuarterones      | Horizontal | Listones que dividen la zona acristalada (vidrio) |
| cruceros         | Horizontal | Listones que dividen la zona acristalada (vidrio) horizontalmente |
| tablerillos      | Vertical   | Listones que dividen la zona acristalada (vidrio) verticalmente |
| HERRAJES         |            | |
| cremona          |            | Manilla de la ventana |
| pernios          |            | Goznes dobles con que se afirma la ventana. |

## Funcionalidad

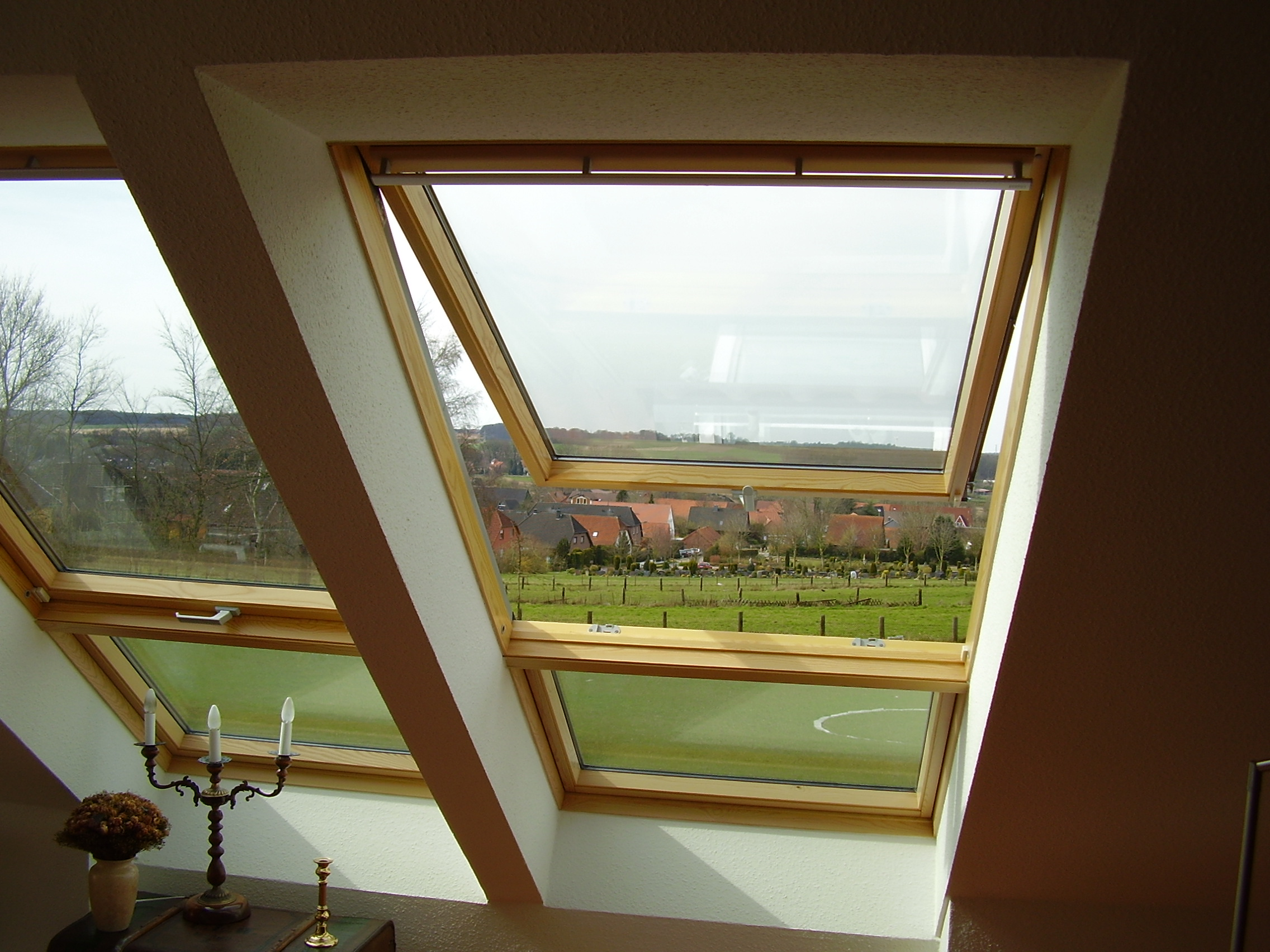
Ventana basculante

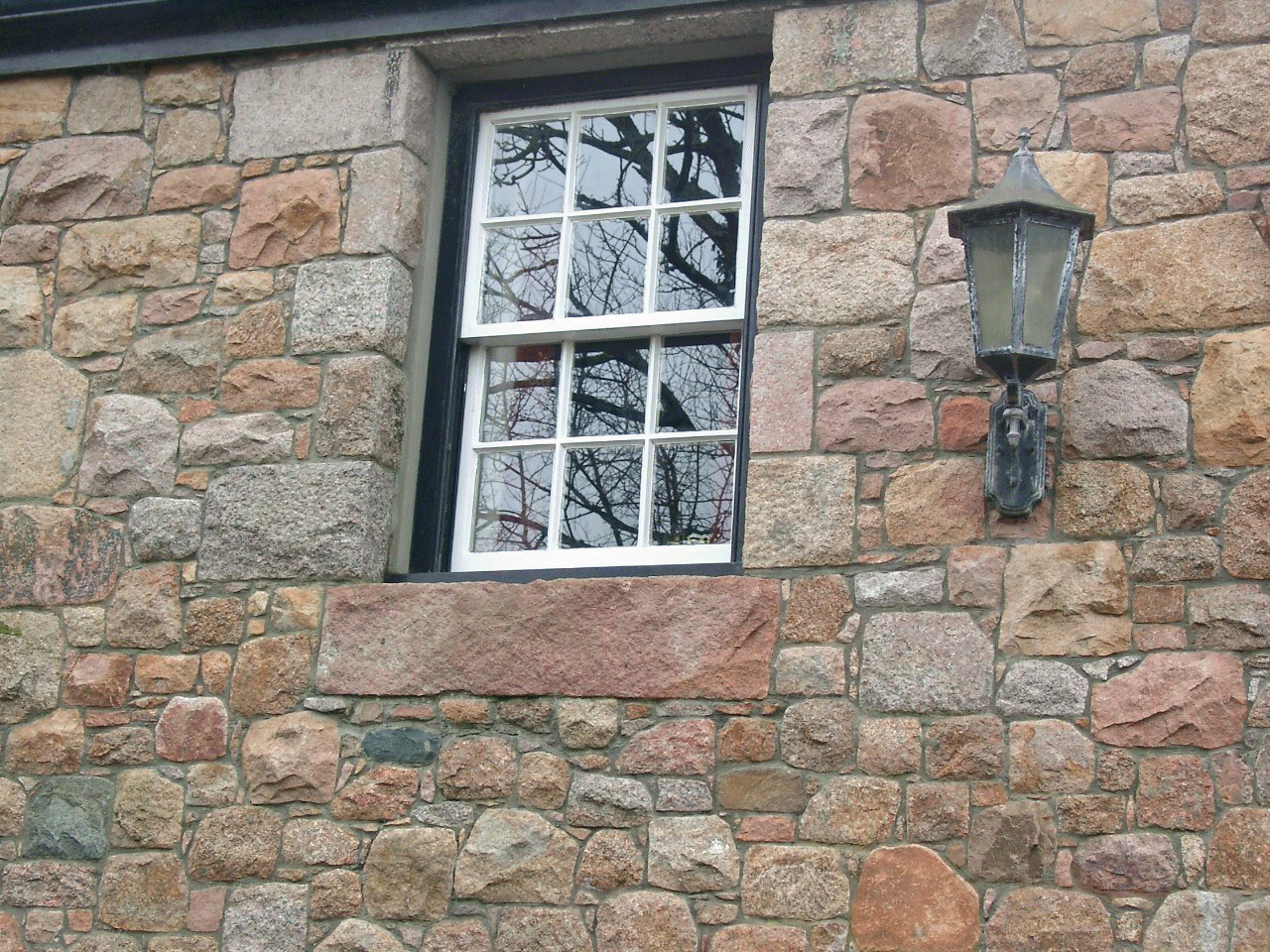
Ventana de guillotina

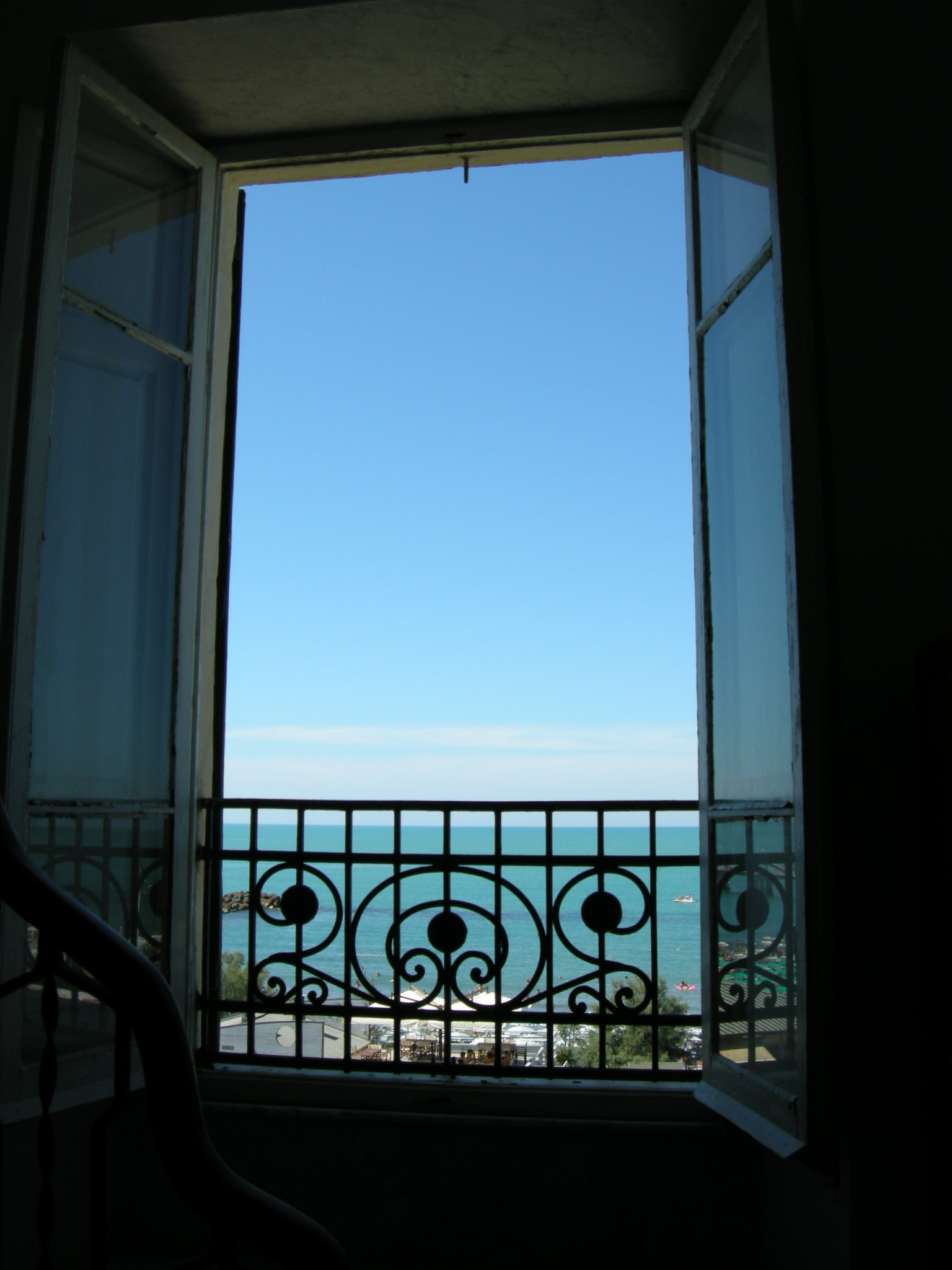
Ventana batiente de apertura interior

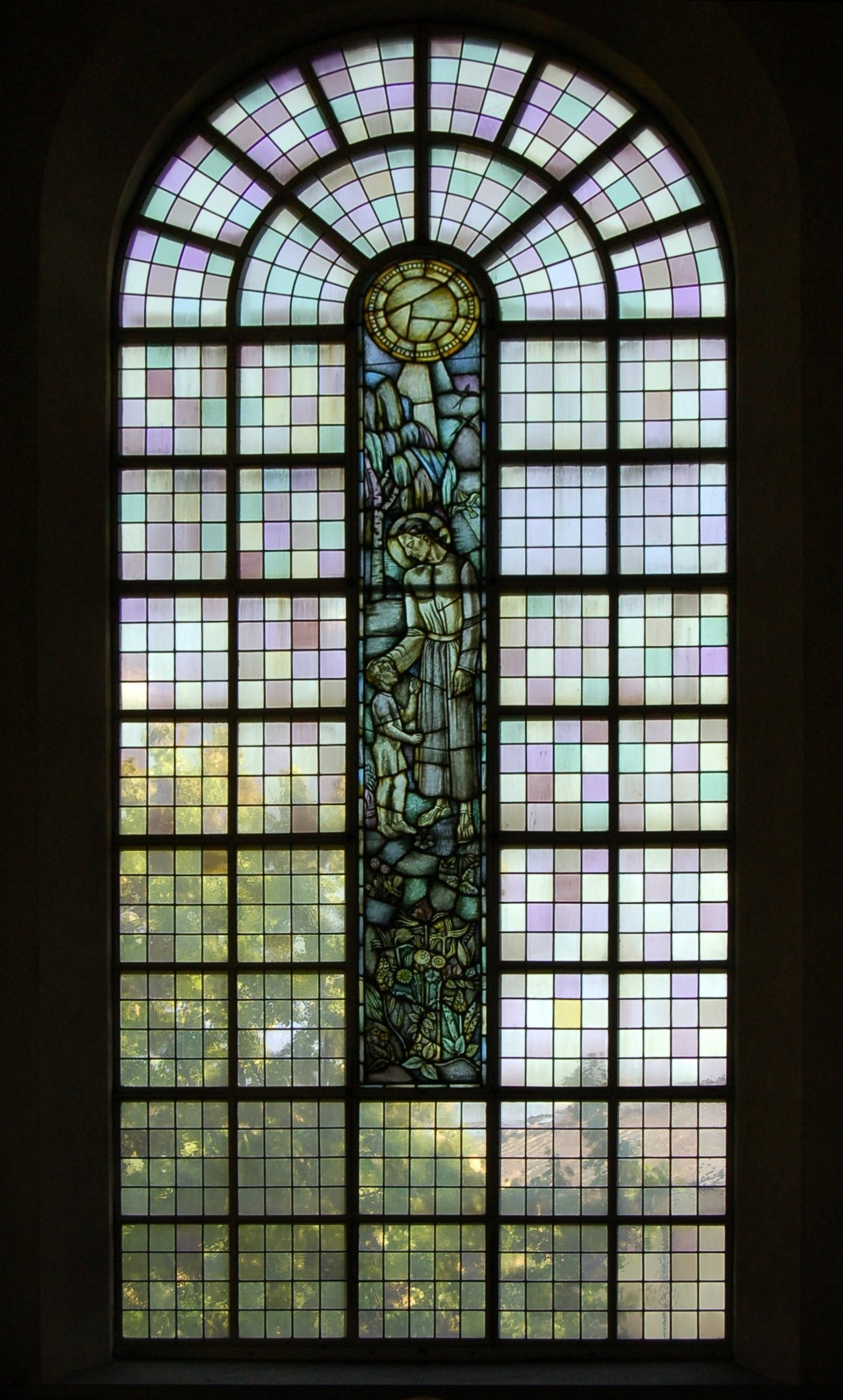
Ventana fija

Una de las principales misiones que cumple una ventana es la de ventilación, permitiendo a través de ella la comunicación del interior de la estancia con el exterior. Es evidente que, tratándose de un recinto habitable, la exposición al ambiente externo no puede ser permanente por razones climatológicas, de ahí que se precise disponer de un sistema de cierre eficaz. No obstante, las hojas de la ventana que sirven de cerramiento no deben impedir otro de los aspectos funcionales de ésta: la iluminación. Para permitir el paso de la luz a su través las hojas deben ser acristaladas. Aunque antes del siglo XX existían algunas desventajas, como pueden ser el excesivo soleamiento interior o la propia iluminación en circunstancias no deseadas y la reducción de aislamiento térmico, dadas las prestaciones del vidrio aislante a principios del siglo XXI, se puede considerar que estos inconvenientes han sido resueltos.
Para paliar estos inconvenientes, se han utilizado accesorios como las persianas, las contraventanas u otros similares, que contribuyen asimismo a la mejora del aislamiento, sin perjuicio de que, además, se utilice también vidrio aislante diseñado especialmente para este fin. Por último, otra de las funciones que cumple la ventana es la de permitir las vistas a través de ella. Es muy común desear ver hacia el exterior sin que desde fuera se pueda ver lo que hay o sucede dentro; únicamente es posible lograrlo con vidrios altamente reflectantes bajo unas condiciones lumínicas determinadas. Toda vez que estas condiciones varían, el efecto producido puede ser inverso al deseado. Un ejemplo son los llamados espejos-espía. Estos espejos actúan reflejando las imágenes en la cara del vidrio con mayor luminosidad. En la cara con menos luminosidad, un espectador puede ver a través del vidrio qué ocurre al otro lado. En cambio, si variamos las condiciones lumínicas, ambos lados permiten ver lo que hay detrás aunque con cierta dificultad debida a la reflexión en ambas caras.
Contribuyen también a la funcionalidad los variados modos en que pueden maniobrar las hojas de una ventana. Bajo este punto de vista, y sin ánimo de efectuar una relación exhaustiva, se cataloga una ventana como:
- Corredera, cuando sus hojas deslizan con rodamientos sobre guías horizontales
- Abatible o batiente, cuando la(s) hoja(s) se apoya(n) en los bordes con bisagras que sirven para que el eje de movimiento esté en el marco. Puede(n) moverse hacia afuera (apertura exterior), hacia adentro (apertura interior), en ambos sentidos (de vaivén) o con las bisagras en la parte superior y la apertura limitada (proyectante).
- De guillotina, si lo hacen sobre guías verticales y la hoja sube o baja. Este tipo de ventana se considera peligrosa y no debe instalarse, pues pueden ocurrir accidentes mortales.
- Basculante o pivotante, cuando giran en torno a un eje horizontal o vertical, en el centro de los marcos.
- Osciló-batiente, cuando sus herrajes permiten indistintamente el movimiento basculante sobre un eje inferior o el batiente.
- Osciló-paralela, cuando sus herrajes permiten indistintamente el movimiento basculante sobre un eje inferior o el que la hoja principal se deslice como una hoja corredera.
- Fija, cuando sus hojas no se pueden mover.[cita requerida]

## Uso en la edificación
El empleo de la ventana en los edificios ha sido y es generalizado, aunque su grado de utilización en un mismo edificio puede oscilar tanto como entre la nada y la totalidad. Algunos tipos de edificios, por razones de insonorización (teatros de ópera, salas de conciertos...), o bien de focalización de la atención (salas de espectáculos), o por conseguir interiorizar la actividad que en ellos se desarrolla (grandes almacenes), no poseen ventana alguna. Esto es posible, entre otras razones, por los actuales sistemas de acondicionamiento de aire que lo tratan térmica e higiénicamente.
Por el contrario, en edificios de oficinas, por ejemplo, es habitual que toda su fachada se convierta en una pura ventana mediante la utilización de «muros cortina» u otros sistemas de acristalamiento integral. Para el caso de las viviendas, la dotación de ventanas en las piezas habitables es obligada por disposición legal. Los reglamentos de habitabilidad suelen imponer no solo su uso sino también sus dimensiones mínimas, exigiendo por lo común que su superficie no sea inferior a un décimo de la de la estancia a la que prestan servicio.

## Materiales
- Madera. Tradicionalmente la ventana era de madera debidamente tratada con pinturas o barnices que mejoraban su comportamiento y durabilidad a la intemperie.
- Acero. también precisa de un adecuado tratamiento para prevenir la corrosión.
- Aluminio. Hoy en día se ha generalizado el empleo del aluminio en perfiles de muy variada sección, formato y diseño; es un metal más ligero que el hierro que no se oxida ante la acción de los agentes atmosféricos, ni necesita mantenimiento alguno; como inconveniente decir que es más caro. Últimamente va en aumento la utilización de perfiles de aluminio con rotura puente térmico R.P.T. Para la mejora del aislamiento térmico, se colocan dentro de los perfiles unas pletinas aislantes realizadas en poliamida que actúan como barrera entre el interior y el exterior de la ventana. Aluminio 100% reciclable, no importa las veces que se recicle. El aluminio siempre mantiene sus propiedades. El 50% del aluminio producido por la Unión Europea proviene del reciclado. La tasa de recuperación de aluminio en la construcción es del 96% (mediciones realizadas en 6 países europeos, estudio realizado por la Universidad Tecnológica de Delft). Largo ciclo de vida, dada su excelente resistencia mecánica, a la corrosión y su estabilidad dimensional, tiene un largo tiempo de utilización en condiciones óptimas. El reciclaje de aluminio es una actividad rentable en sí misma, lo que hace que los procesos de reciclado estén muy optimizados, ecológicamente y técnicamente.
- PVC (PVC). Otra opción es el empleo del PVC (policloruro de vinilo). Actualmente la reciclabilidad de las ventanas de PVC es del 100% superando incluso a otro tipo de materiales empleados en la fabricación de ventanas. Es un material con una baja conductividad térmica, lo que lo hace ideal para el principal objetivo de las ventanas, el aislamiento térmico. Su vida útil ronda los 50 años y la mayoría de fabricantes aportan garantías sobre su resistencia y mantenimiento del color bien sea en masa, foliado o lacado.[cita requerida]

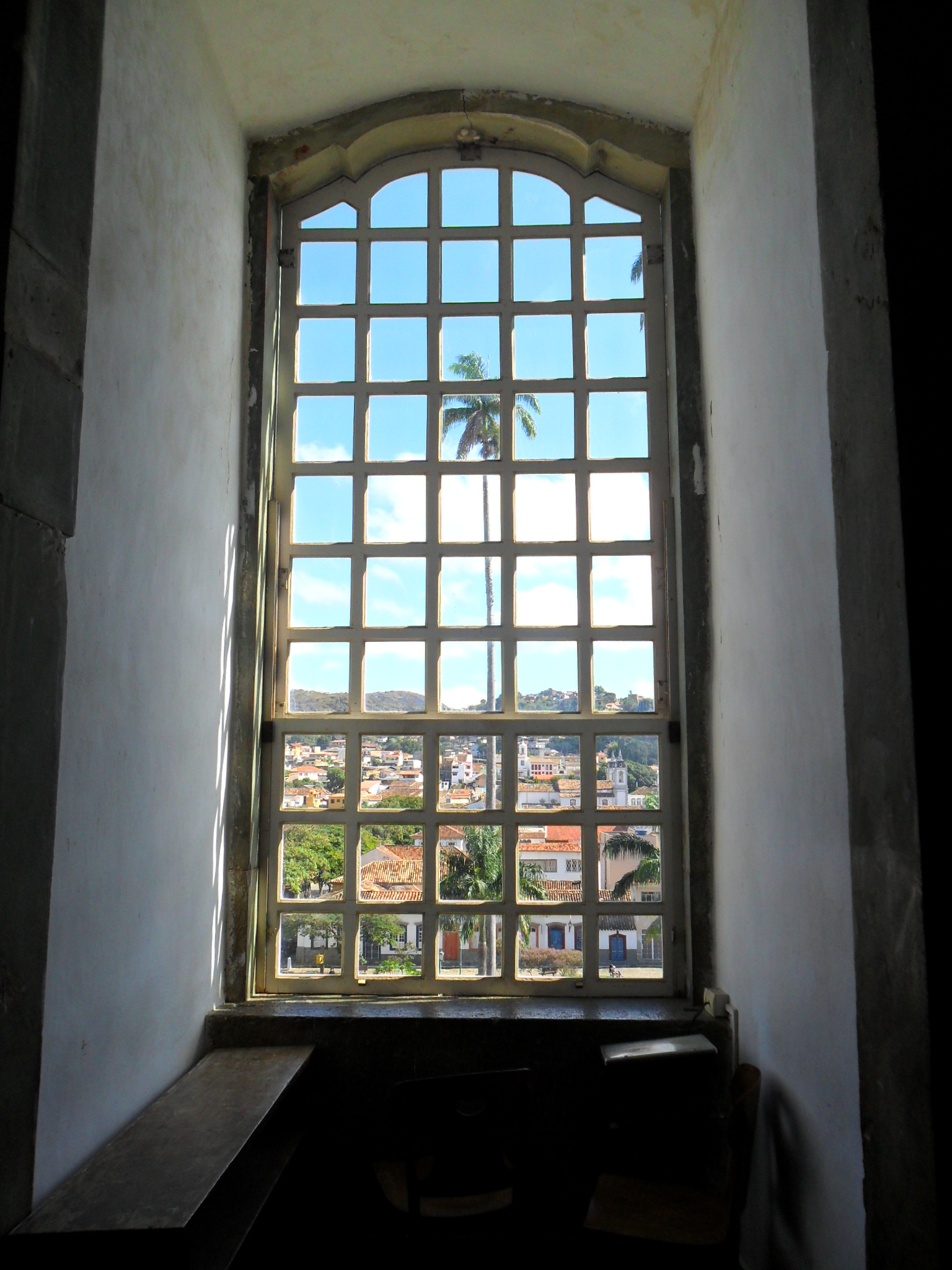
Ventana de madera
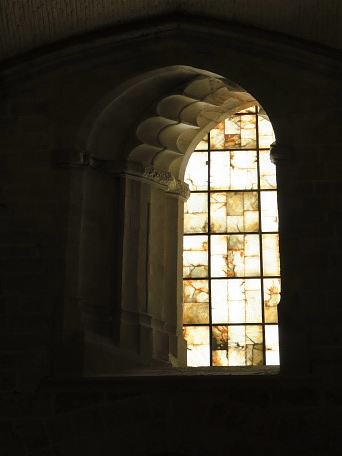
Ventana de alabastro en la Catedral de Valencia. Nótese la inclinación asimétrica en la parte izquierda del marco del muro que permite a la luz solar alcanzar el presbiterio
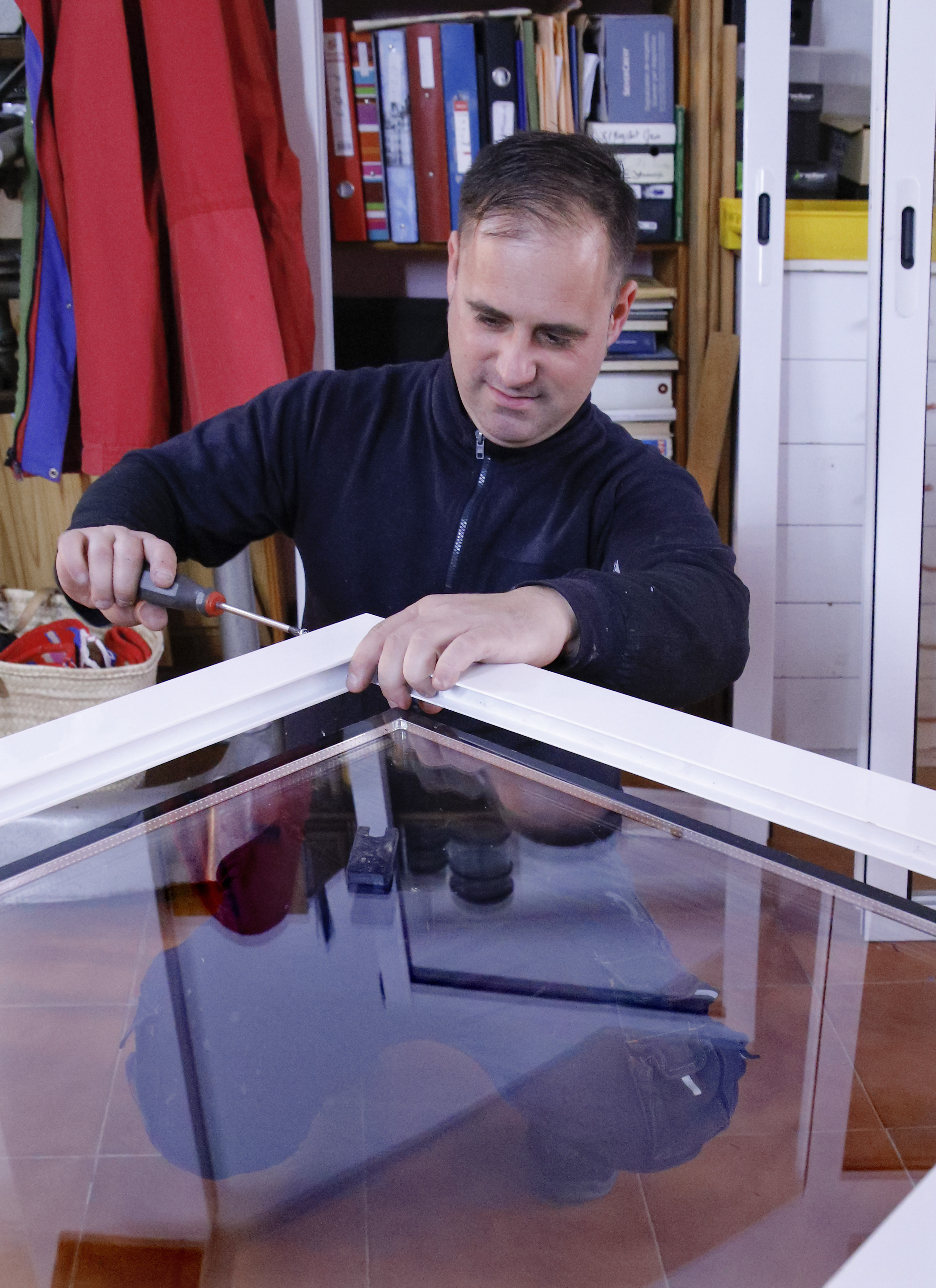
Preparando una ventana de aluminio con Unidad de vidrio aislante

## Aislamiento
Las ventanas más modernas en las nuevas edificaciones, cuentan con doble acristalamiento, con fines de eficiencia energética (ahorro de energía, mediante aislamiento térmico) y aislamiento acústico. Constan de dos capas de vidrio con una capa de gas inerte sellada entre ellos.
El vidrio acústico es un vidrio compuesto en el exterior por un vidrio laminado de dos láminas unidas entre sí por una capa de plástico (butiral de polivinilo-PVB) diseñada para reforzar el aislamiento acústico, una cámara de gas inerte (aire) y un segundo vidrio interior, que puede ser un vidrio simple (transparente o mateado al ácido para preservar la intimidad) o un vidrio también laminado con función de aislamiento térmico, control solar, baja emisividad o de seguridad.
Un vidrio doble puede lograr una atenuación de 30-32 dB.  Con un vidrio doble acústico normal se logra una atenuación acústica de 36-40 dB. Con un vidrio doble acústico elevado se logra una atenuación acústica de 42-45 dB[cita requerida]

## Impacto del sol

### Ángulo de incidencia del sol
Históricamente, las ventanas se diseñan con superficies paralelas a los muros verticales del edificio. Este diseño permite una penetración considerable de luz solar y calor debido a los ángulos de incidencia solar más comunes. En el diseño pasivo de edificios solares, se suele utilizar un alero extendido para controlar la cantidad de luz solar y calor que entra por las ventanas.
Un método alternativo consiste en calcular un ángulo óptimo de montaje de la ventana que tenga en cuenta la minimización de la carga solar en verano, teniendo en cuenta la latitud real del edificio. Este proceso se ha aplicado, por ejemplo, en el Edificio Dakin de Brisbane, California, en el que la mayor parte de la ventanaje está diseñada para reflejar la carga de calor estival y ayudar a evitar la sobreiluminación y el deslumbramiento interiores en verano, inclinando las ventanas hasta casi un ángulo de 45 grados.

### Ventana solar
Las ventanas fotovoltaicas no sólo proporcionan una visión clara e iluminan las habitaciones, sino que también convierten la luz solar en electricidad para el edificio. En la mayoría de los casos, se utilizan células fotovoltaicas translúcidas.

### Energía solar pasiva
Las ventanas solares pasivas permiten la entrada de luz y energía solar en un edificio al tiempo que minimizan las fugas de aire y la pérdida de calor. Colocar correctamente estas ventanas en relación con el sol, el viento y el paisaje -a la vez que se sombrean adecuadamente para limitar el exceso de calor en verano y en las estaciones de verano- y proporcionar masa térmica para absorber energía durante el día y liberarla cuando las temperaturas se enfrían por la noche, aumenta el confort y la eficiencia energética. Si se diseñan correctamente en climas con una ganancia solar adecuada, pueden ser incluso el principal sistema de calefacción de un edificio.

### Revestimientos
Una cubierta de ventana es una sombra o pantalla que proporciona múltiples funciones. Algunas cubiertas, como las cortinas y las persianas, proporcionan intimidad a los ocupantes. Algunas cubiertas de ventanas controlan la ganancia de calor solar y el deslumbramiento. Existen dispositivos de sombreado externos y dispositivos de sombreado internos. La película para ventanas de baja emisividad es una alternativa de bajo coste a la sustitución de ventanas para transformar las ventanas mal aislantes existentes en ventanas eficientes desde el punto de vista energético. Para los edificios altos, el vidrio inteligente puede ser una alternativa.

## Ornato
La ventana, presente casi siempre en las fachadas de los edificios, constituye uno de los elementos primordiales de su composición estética. Aún tratándose de simples huecos rectangulares provistos de cualquier aditamento ornamental, su repetición armoniosa y rítmica, en unos casos, o, por el contrario, su aleatoria disposición de apariencia desordenada, en otros, suele producir un efecto de apreciable valor artístico. Este mismo resultado se intenta conseguir en ocasiones dotando a la propia ventana de formas llamativas, incluso de un cierto barroquismo exento de cualquier funcionalidad que no sea la decorativa. La fachada meridional del Monasterio de El Escorial podría ser un buen ejemplo del primer supuesto, mientras que el último caso podría ilustrarse con las románicas ventanas ajimezadas, las góticas caladas de primorosa tracería, las conopiales isabelinas, las efectistas ventanas angulares, las barrocas, las modernistas, ... y tantas otras.

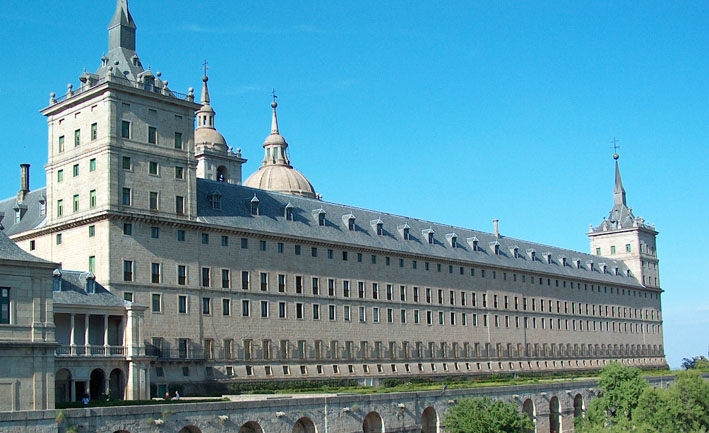
Fachada meridional del Monasterio de El Escorial, y las hileras de ventanas.
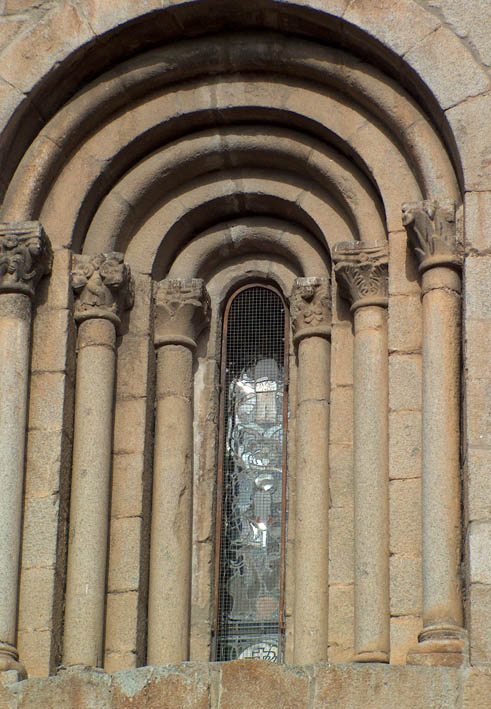
Ventana románica.
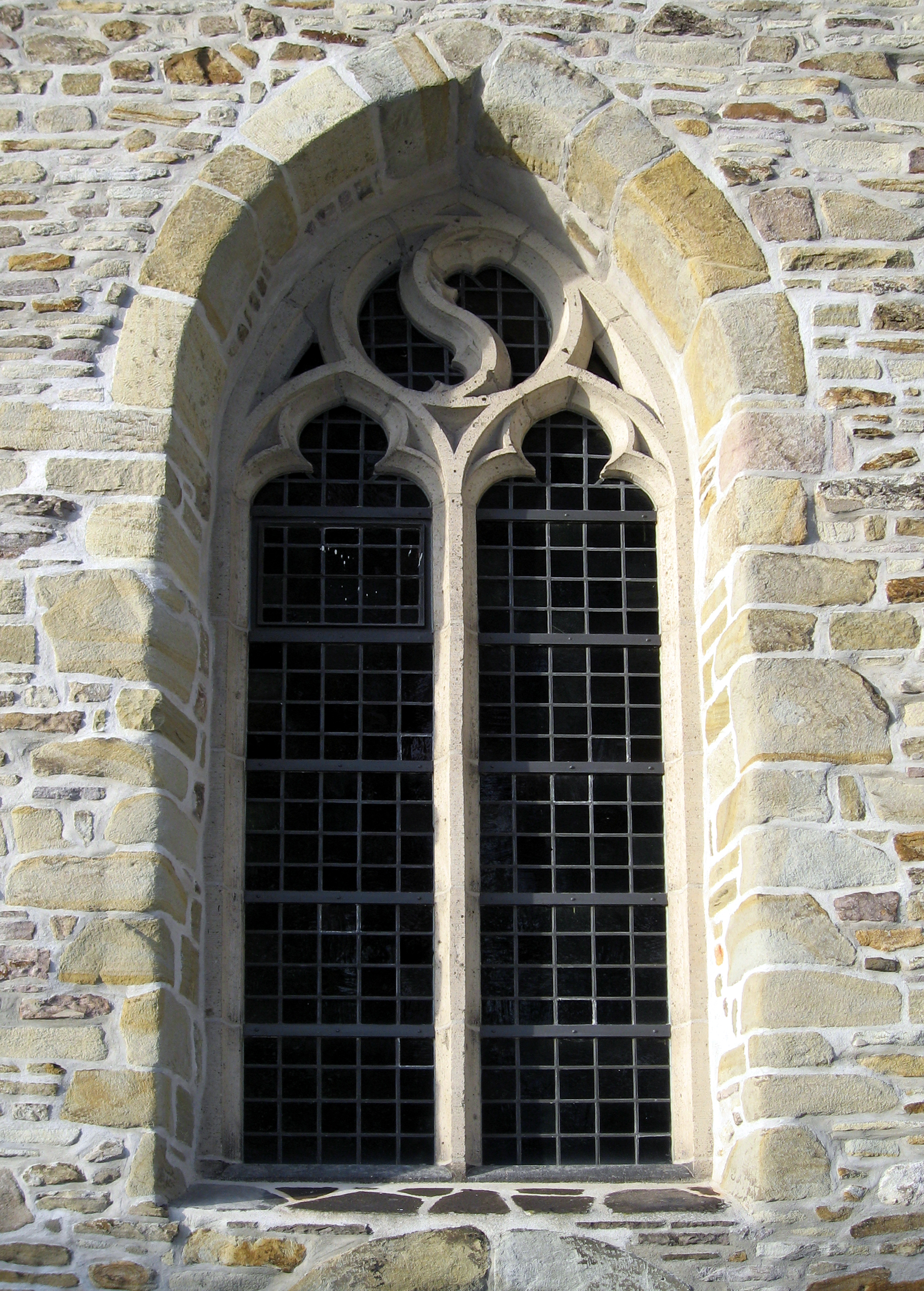
Bífora gótica. La bífora es una ventana dupla dividida por una columnilla.
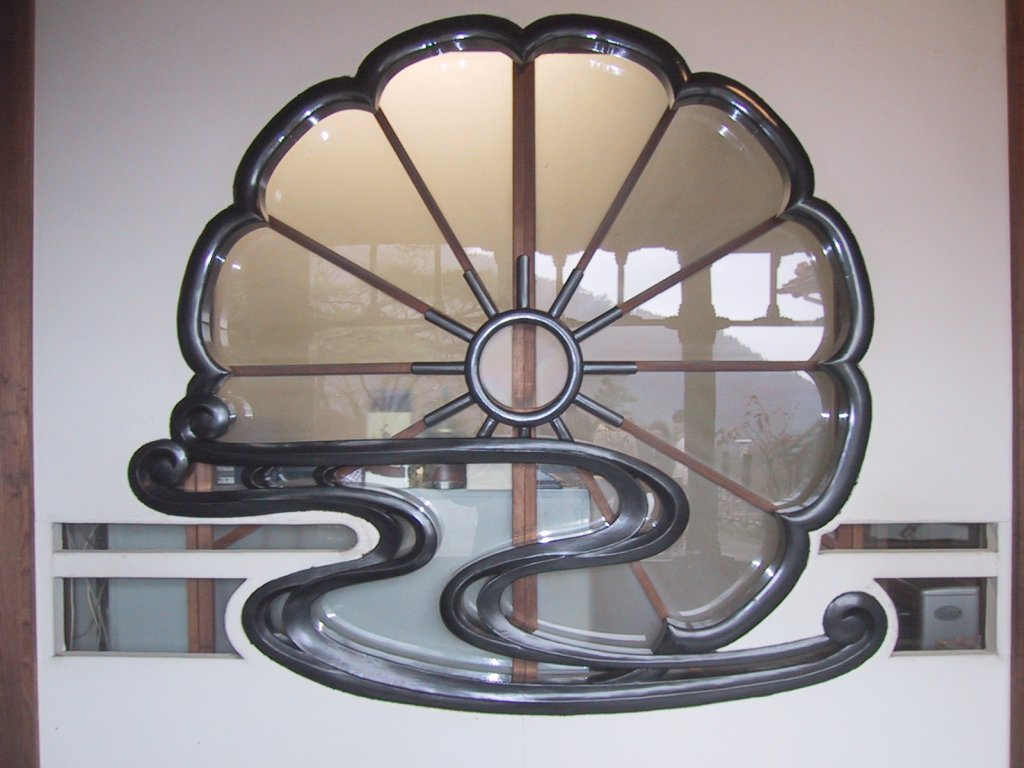
Una ventana ornamental japonesa.
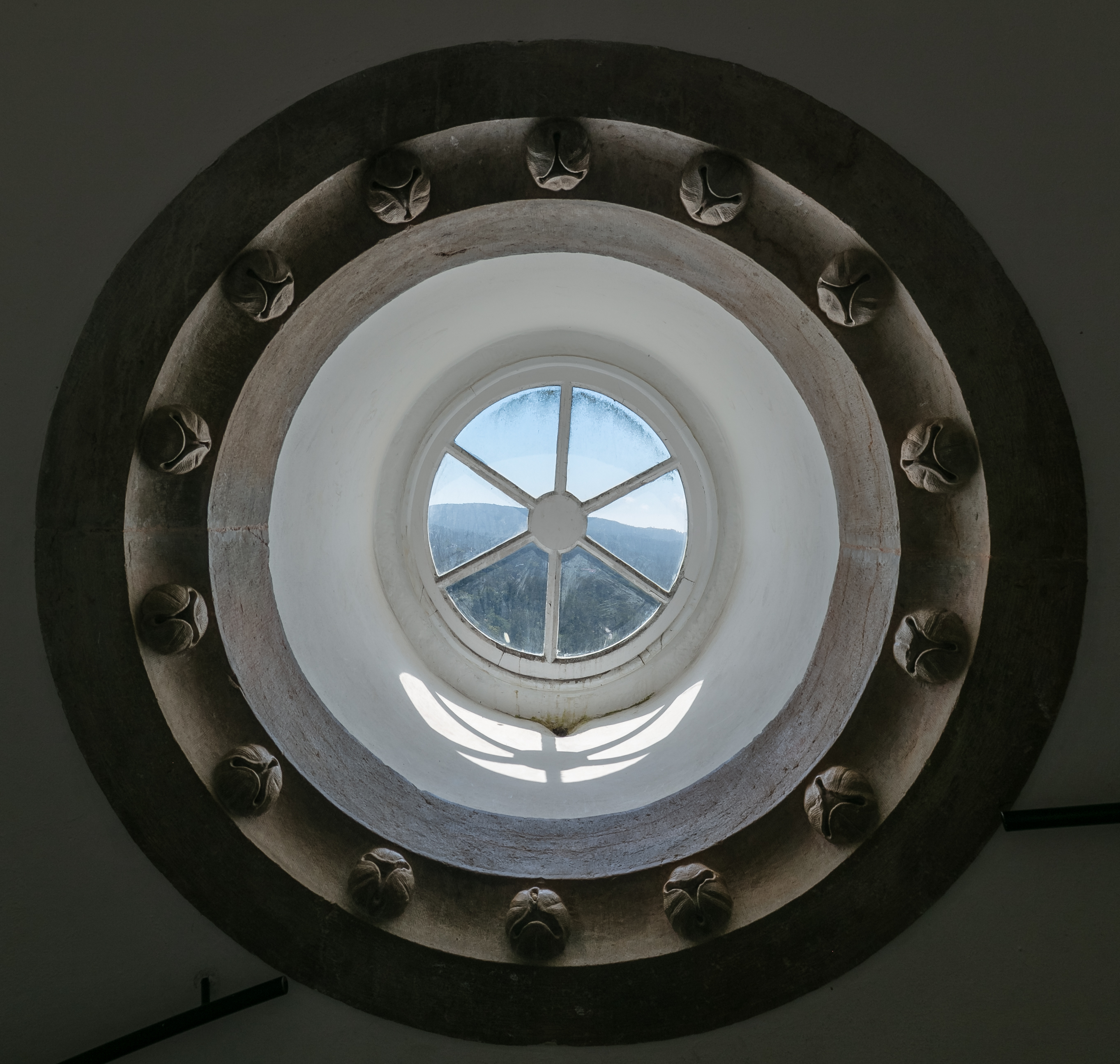
Ventana del Palacio da Pena, Sintra, Portugal.
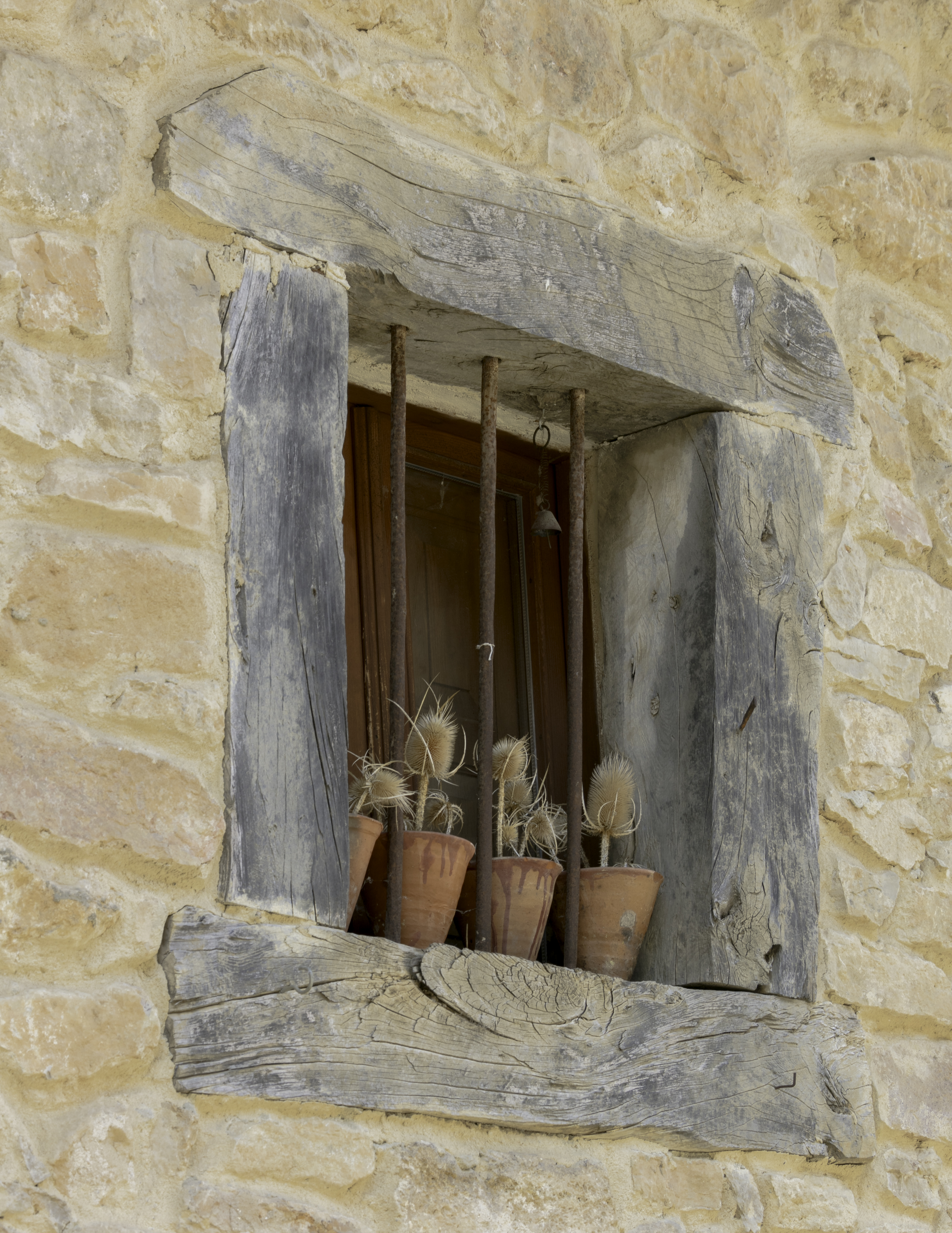
Ventana protegida con barrotes.